# 김태엽 (1972년)
김태엽(한국 한자: 金泰燁, 1972년 )